# Roman Gergel
Roman Gergel (ur. 22 lutego 1988 w Bánovcach nad Bebravou) – słowacki piłkarz występujący na pozycji pomocnika. W swojej karierze reprezentował także barwy takich zespołów, jak FK AS Trenčín, MŠK Žilina, Tatran Preszów, DAC 1904 Dunajská Streda, Górnik Zabrze oraz  Bruk-Bet Termalica Nieciecza. Były młodzieżowy reprezentant Słowacji.
Pierwszy obcokrajowiec w historii Ekstraklasy, który strzelił cztery gole w jednym meczu.

## Sukcesy
Žilina
- Mistrzostwo Słowacji: 2011/12
- Puchar Słowacji: 2011/12